# میدان نفتی مبارک
با استناد به شبکه اطلاع‌رسانی نفت و انرژی شانا در سال ۱۳۹۶: تجهیزات تولید میدان نفتی مبارک دارای ظرفیت فرآوری ۶۰ هزار بشکه در روز نفت و ۱۵۰ میلیون فوت مکعب در روز گاز برای صادرات است.
به گزارش شانا، میدان نفتی مبارک در حوزه مشترک ایران و شارجه در محدوده جزیره بوموسی قرار گرفته‌است، به دنبال عملیات‌های لرزه‌نگاری دریایی در سال ۱۹۷۱ میلادی، عملیات حفاری اکتشافی پر ریسک میدان مبارک در سال ۱۹۷۲ میلادی انجام شد و پس از آن توسعه این میدان شتاب گرفت.
از زمان آغاز تولید از این میدان در سال ۱۹۷۴ میلادی تاکنون، بیش از ۱۰۰ میلیون بشکه نفت و میعانات گازی بعلاوه حدود ۳۰۰ میلیارد فوت مکعب گاز طبیعی از این میدان تولید شده‌است.
تجهیزات تولید این میدان دارای ظرفیت فرآوری ۶۰ هزار بشکه در روز نفت و ۱۵۰ میلیون فوت مکعب در روز گاز برای صادرات است.

## بازدید
با استناد به خبرگزاری مهر در سال ۱۳۹۶:جانشین فرمانده نیروی دریایی سپاه از جزیره ابوموسی و سکوی نفتی مبارک بازدید کرد.